# Anneau du Rhin
L'Anneau du Rhin est un circuit automobile permanent situé à Biltzheim dans le Haut-Rhin en France.

## Historique
En 1996 l'industriel Marc Rinaldi, son fils François Rinaldi et sa belle fille Caroline Bugatti (petite fille d'Ettore Bugatti), en association avec la famille Spengler (dont Bruno Spengler est pilote DTM) fondent ce circuit privé sur la commune de Biltzheim dans le Haut-Rhin, entre Colmar, Mulhouse et la frontière allemande.

## Description
Ce circuit de 4 kilomètres est inspiré du tracé du circuit Paul-Ricard au Castellet dans le Var. Il est homologué pour la compétition mécanique automobile FFSA et moto FFM depuis 2011.
Des séances privées de pilotage de voitures de sport pour particuliers sont organisées par l'Automobile Club d’Alsace.

## Événements
Chaque année sur ce circuit a lieu le « Trophée de la vitesse » et le « Classic trophy », réunissant des pilotes moto de différentes catégories (anciennes, supersport, superbike). La première manche de la 13e édition s'est déroulée en juin 2018.
Les 7 et 8 août 2022 aura lieu une manche de la Coupe du monde FIA des voitures de tourisme.

## Configurations
Le circuit peut être configuré de quatre manières différentes. La plus longue variante est un tracé de 4 km.

## Galerie

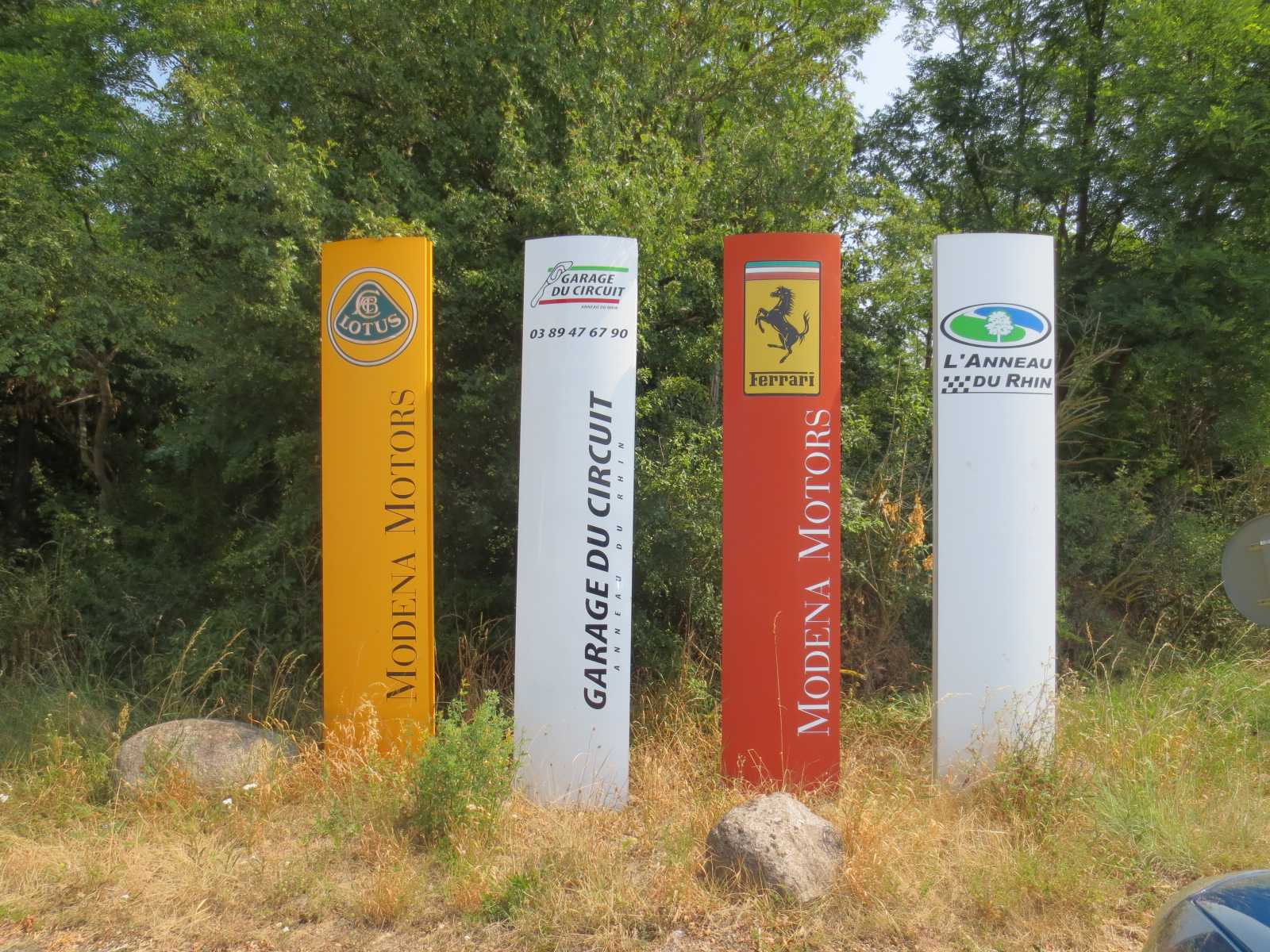
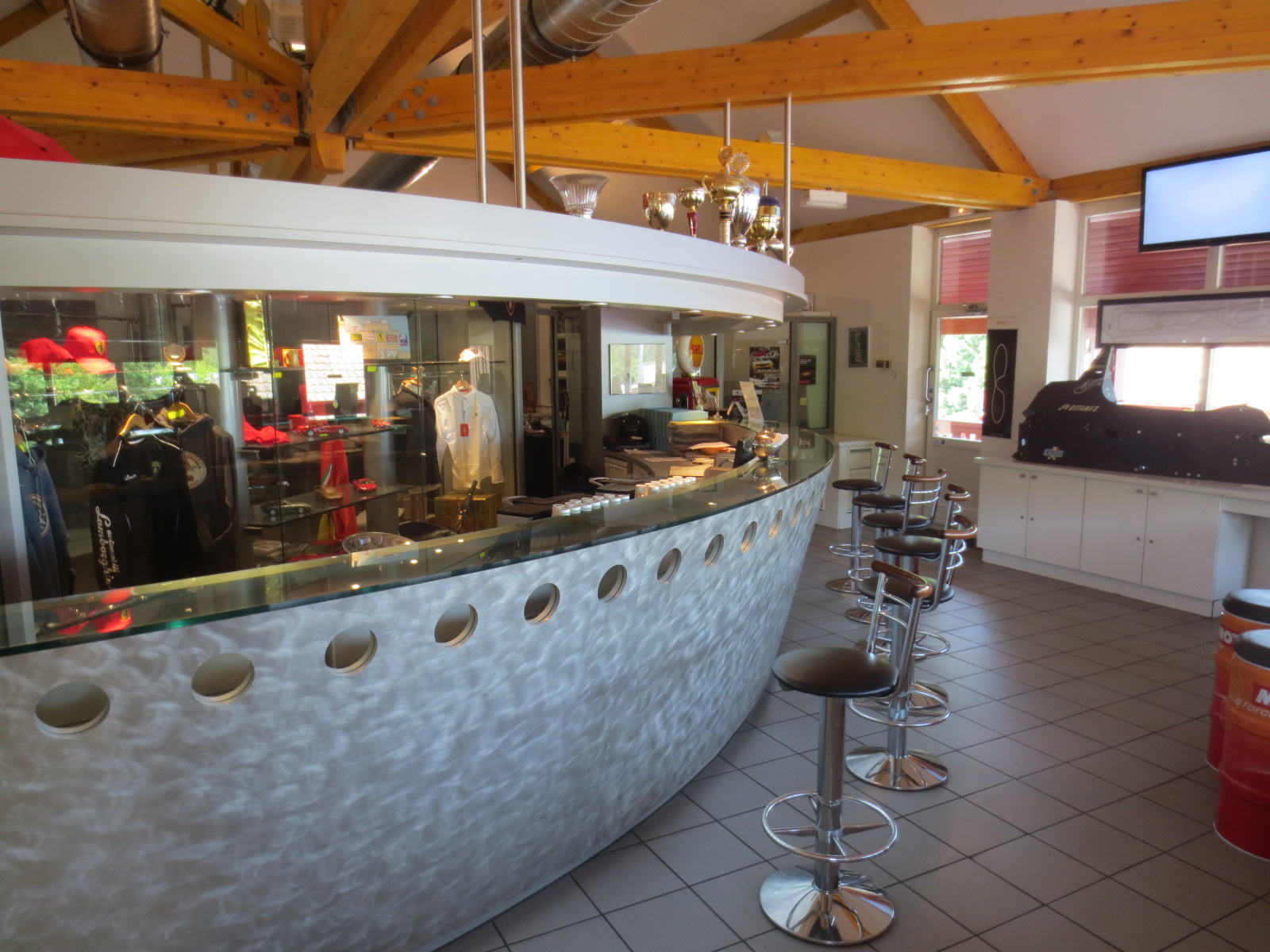
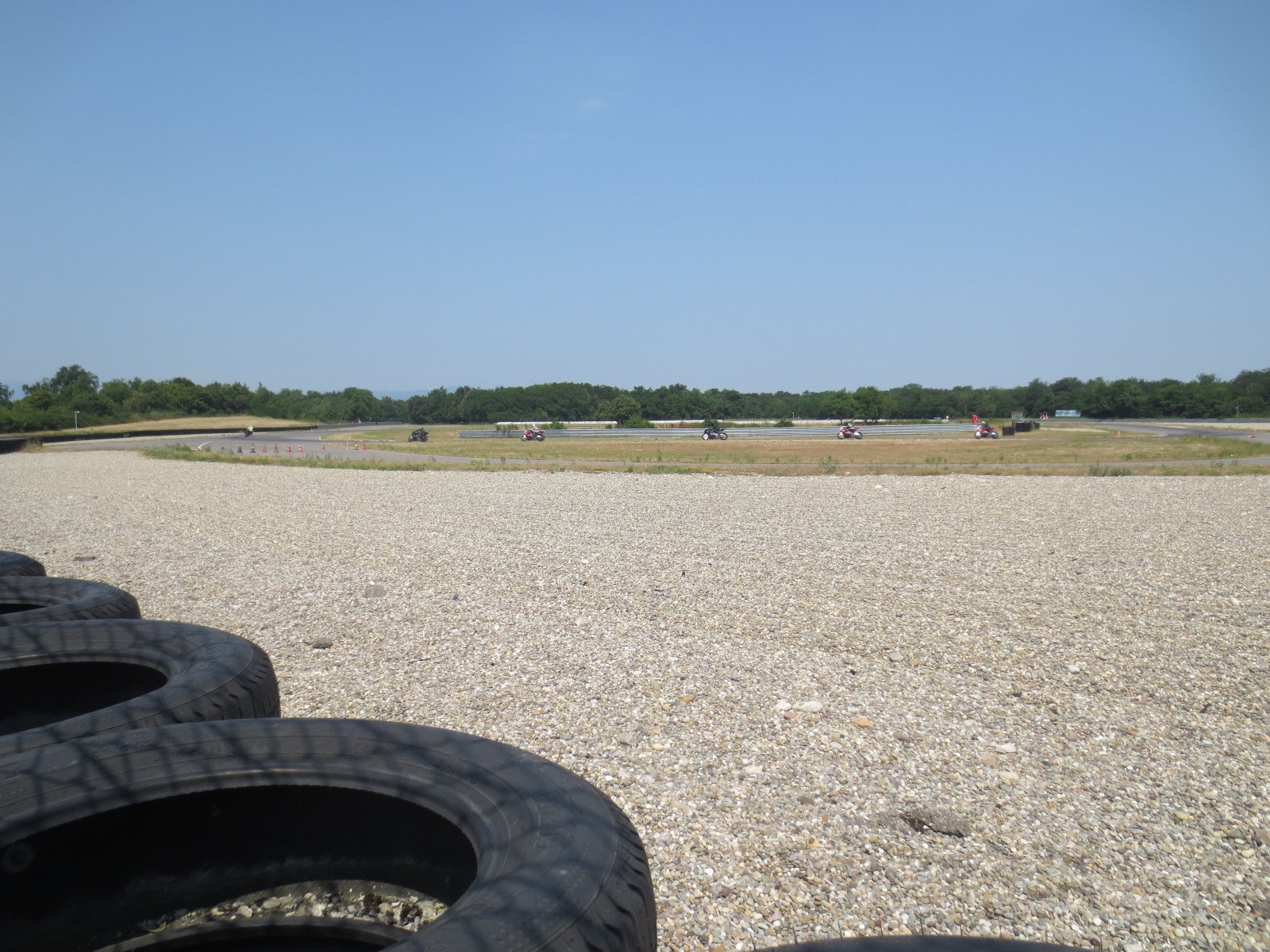
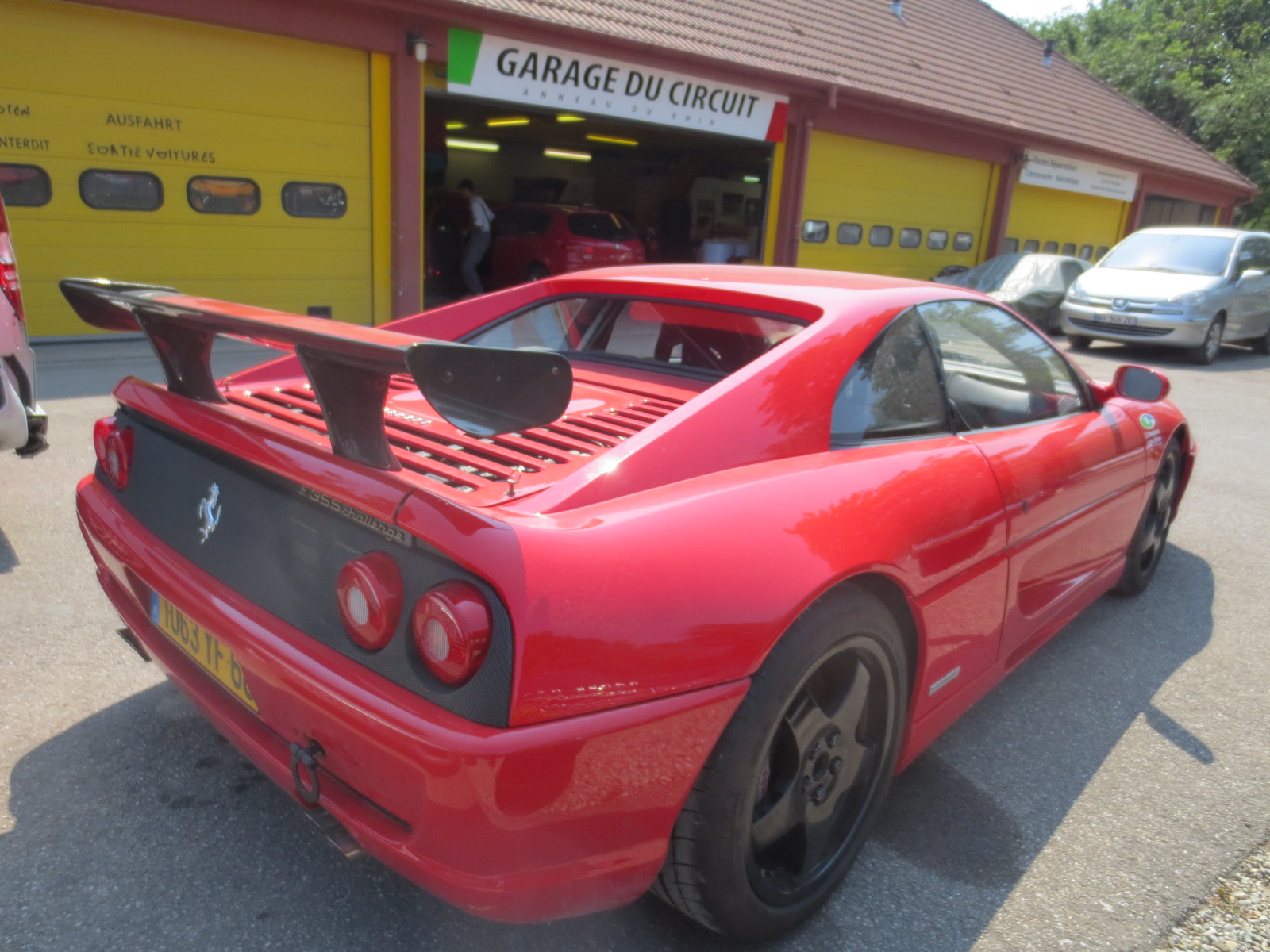
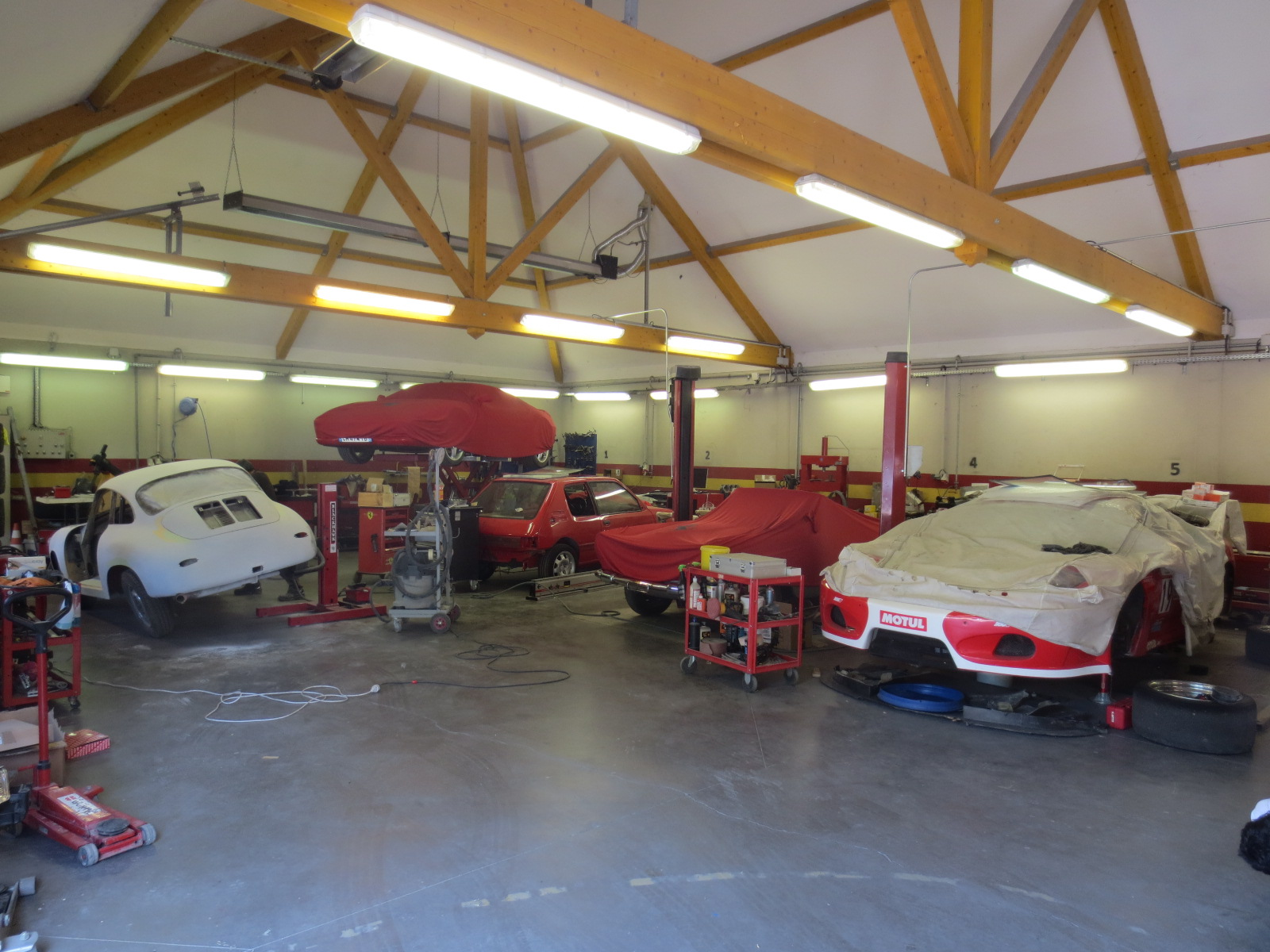
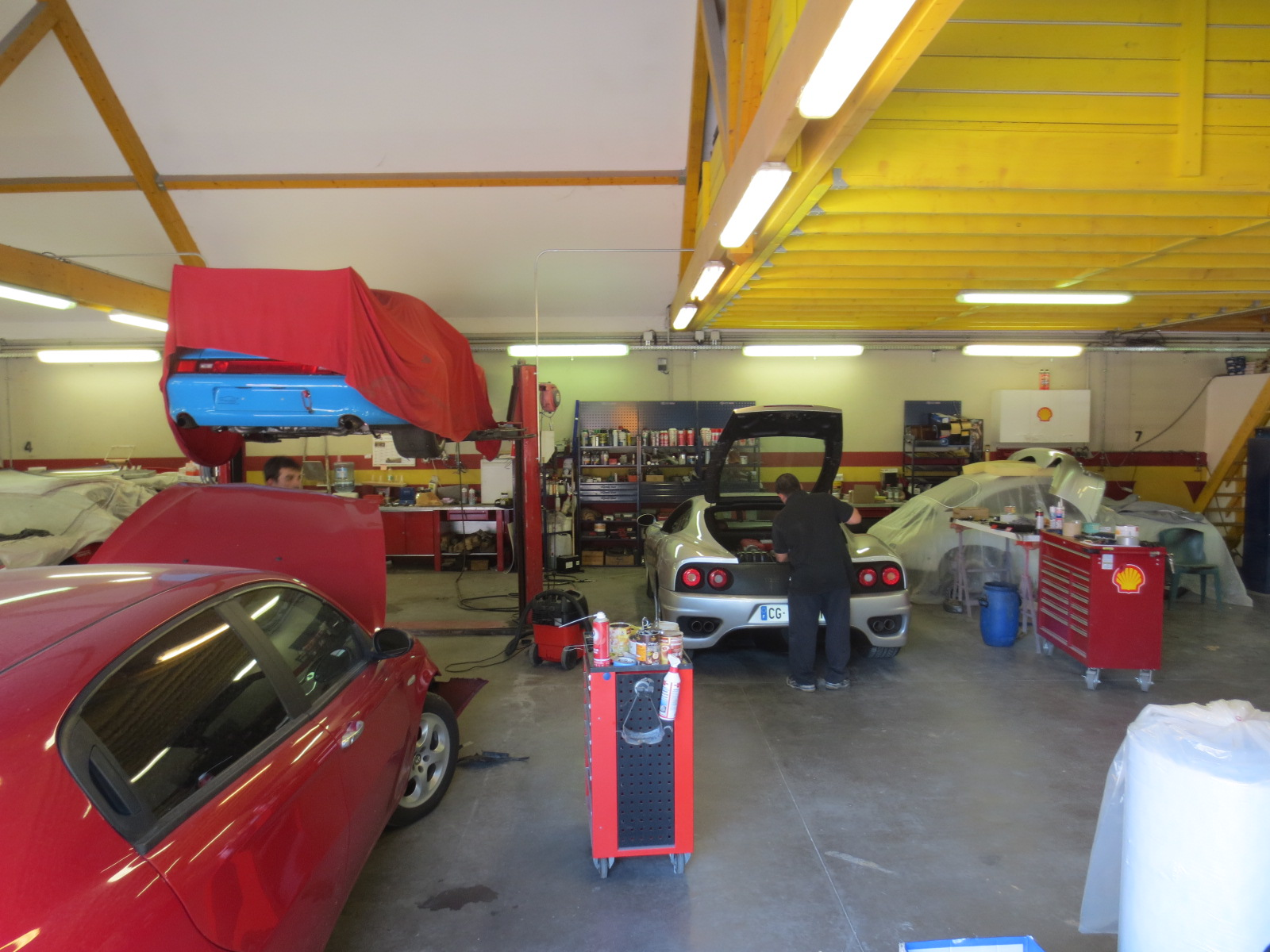
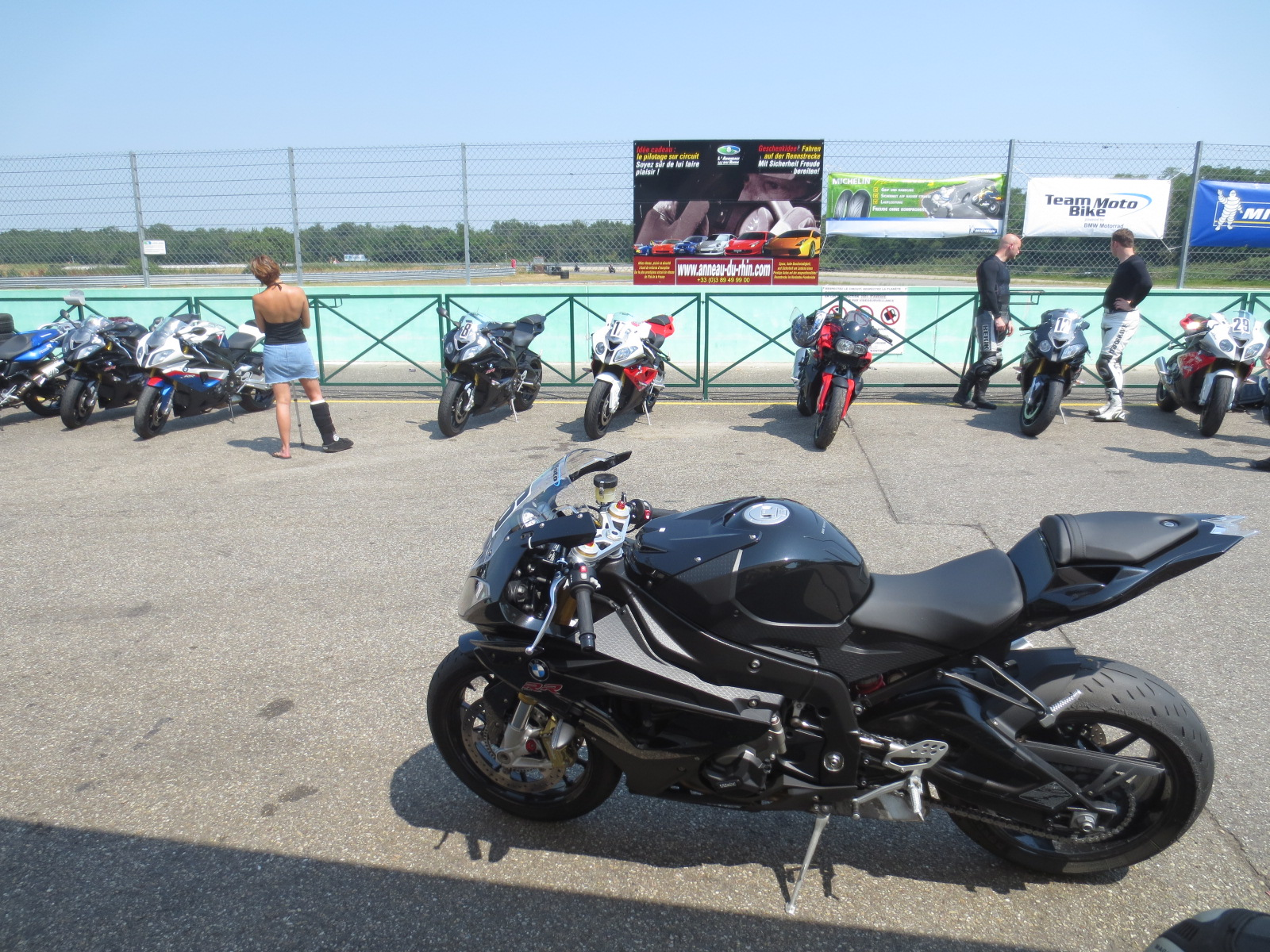
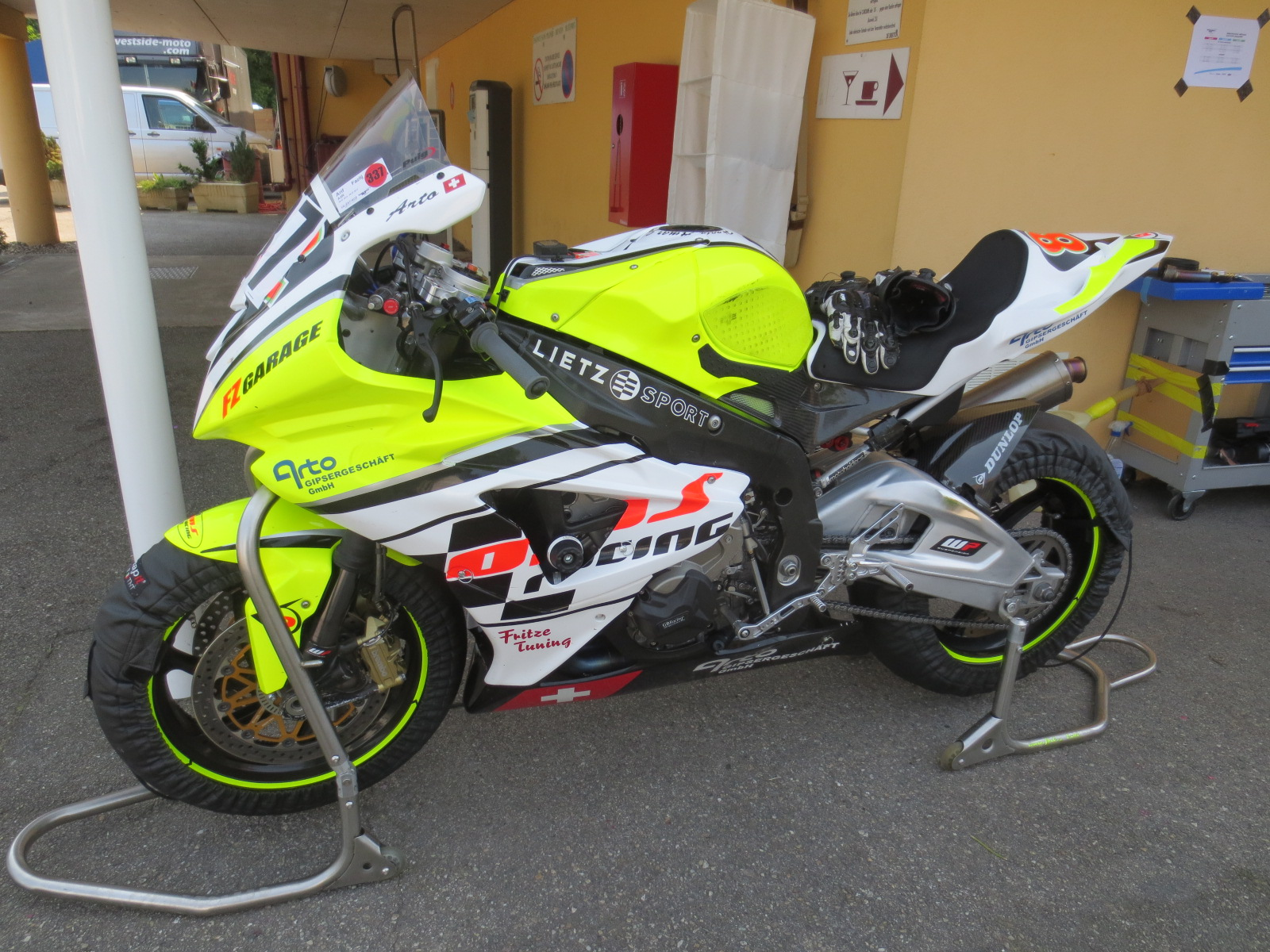